# Ecnomina vega
Ecnomina vega là một loài Trichoptera trong họ Ecnomidae. Chúng phân bố ở miền Australasia.